# Mathias Casanova
Mathias Ernesto Casanova (* 1978 in Cuxhaven) ist ein deutscher Filmproduzent.

## Leben
Casanova studierte von 2004 bis 2007 Filmproduktion an der renommierten Internationalen Filmschule Köln (ifs). Seine Abschlussarbeit an der Filmschule war der Kurzspielfilm Der Verdacht, der als „Bester Spielfilm“ mit dem Deutschen Kurzfilmpreis ausgezeichnet wurde. Internationale Anerkennung fand der Film u. a. auf den Filmfestivals in Montréal, Palm Springs, Buenos Aires und St. Petersburg.

## Filmografie
- 2007: Der Verdacht
- 2006: Kakao und Maroni (Kurzspielfilm)
- 2006: Inkasso (Kurzspielfilm)
- 2006: Tauchenlernen (Kurzspielfilm)

## Auszeichnungen (Auswahl)

### Der Verdacht (Auswahl)
- 2008: Deutscher Kurzfilmpreis 2008 in der Kategorie „Bester Spielfilm“[2]
- 2008: Panther Award des Internationalen Festivals der Filmhochschulen München: Bester deutscher Film – ex aequo mit Auf der Strecke von Reto Caffi[3]
- 2008: First Steps Award – Nominierung in der Kategorie „Bester Kurzspielfilm“
- 2008: BMW Kurzfilmpreis – II. Jurypreis des Landshuter Kurzfilmfestivals[4]
- 2007: Prädikat: Besonders Wertvoll – Kurzfilm des Monats der Filmbewertungsstelle[5]
- 2007: Aufnahme in den Katalog der AG Kurzfilm[6]